# Isochrysidales
Ordre
Les Isochrysidales sont un ordre d’algues haptophytes de la sous-classe des Prymnesiophycideae (Coccolithophoridés). Cet ordre contient entre autres l'espèce Emiliania huxleyi.

## Liste des familles
Selon AlgaeBase (16 août 2017) :
- famille des Gephyrocapsaceae Black
- famille des Isochrysidaceae Bourrelly, Bourrelly
- famille des Noelaerhabdaceae Jerkovic
- famille des Prinsiaceae

Selon World Register of Marine Species (27 décembre 2021) :
- famille Gephyrocapsaceae Black, 1971
- famille Isochrysidaceae Pascher, 1910
- famille Noelaerhabdaceae Jerkovic, 1970
- famille Prinsiaceae †